# Calathocratus sinuosus
Espèce
Synonymes
- Trogulus sinuosus Sørensen, 1873
- Trogulus albicerus Sørensen, 1873
- Trogulocratus apenninicus Marcellino, 1965

Calathocratus sinuosus est une espèce d'opilions dyspnois de la famille des Trogulidae.

## Distribution
Cette espèce est endémique d'Italie. Elle se rencontre dans les Apennins.

## Description
Le syntype mesure 6 mm.

## Systématique et taxinomie
Cette espèce a été décrite sous le protonyme Trogulus sinuosus par Sørensen en 1873. Elle est placée dans le genre Trogulocratus par Chemini et Gruber en 1976 puis dans le genre Calathocratus par Schönhofer et Martens en 2010.
Trogulocratus apenninicus a été placée en synonymie par Chemini et Gruber en 1976.
Trogulus albicerus a été placée en synonymie par Schönhofer en 2013.

## Publication originale
- Sørensen, 1873 : « Bidrag til Phalangidernes Morphologi og Systematik samt Beskrivelse af nogle nye, herhen hørende Former. » Naturhistorisk Tidsskrift, sér. 3, vol. 8, p. 489–525 (texte intégral).